# Jour de la fondation du Parti
Le jour de la fondation du Parti est un jour férié annuel en Corée du Nord qui marque la fondation, le 10 octobre 1945, du « Comité central d'organisation du Parti communiste de Corée du Nord », connu en Occident sous le nom de « Bureau de Corée du Nord du Parti communiste de Corée (en) » et considéré comme un prédécesseur du Parti du travail de Corée au pouvoir.
Le jour de la fondation du parti est l'une des fêtes les plus importantes du pays, avec le jour du soleil (anniversaire de Kim Il-sung), le jour de l'étoile brillante (anniversaire de Kim Jong-il) et le jour de la fondation de la République. 2015 marque le 70e anniversaire.

## Contexte
La salle publique où s'est tenue la conférence de fondation accueille désormais le musée de la fondation du parti.
La Corée du Nord commémore le 10 octobre 1945 comme la date de la fondation du « Comité central d'organisation du Parti communiste de Corée du Nord », connu sous le nom de « Bureau de Corée du Nord du Parti communiste de Corée » par les historiens occidentaux.
Le 10 octobre 1945, une réunion intitulée « Conférence des membres et des sympathisants du Parti communiste coréen dans les cinq provinces du Nord-Ouest » débute à Pyongyang, dans une salle publique qui abrite aujourd'hui le Musée de la fondation du Parti. C'était la première fois que Kim Il-sung apparaissait comme une force politique. Kim a préconisé la création du Bureau de la Corée du Nord afin que les activités du parti puissent être supervisées dans le nord du pays, dans une situation où le nord et le sud étaient occupés respectivement par les Soviétiques et les Américains. Kim a accédé à la présidence du Bureau de la Corée du Nord deux mois après la conférence. Le Bureau est rapidement devenu indépendant du Parti communiste de Corée, dirigé par Séoul, ouvrant la voie à une force politique au Nord.
Le Bureau de la Corée du Nord fait partie d'une série de prédécesseurs de l'actuel Parti du travail de Corée. Le Bureau de la Corée du Nord est devenu le Parti du Travail de Corée du Nord en août 1946. L'actuel Parti du Travail de Corée n'a été fondé que le 30 juin 1949, lorsque le Parti du Travail de Corée du Nord a fusionné avec le Parti du Travail de Corée du Sud.

## Célébrations

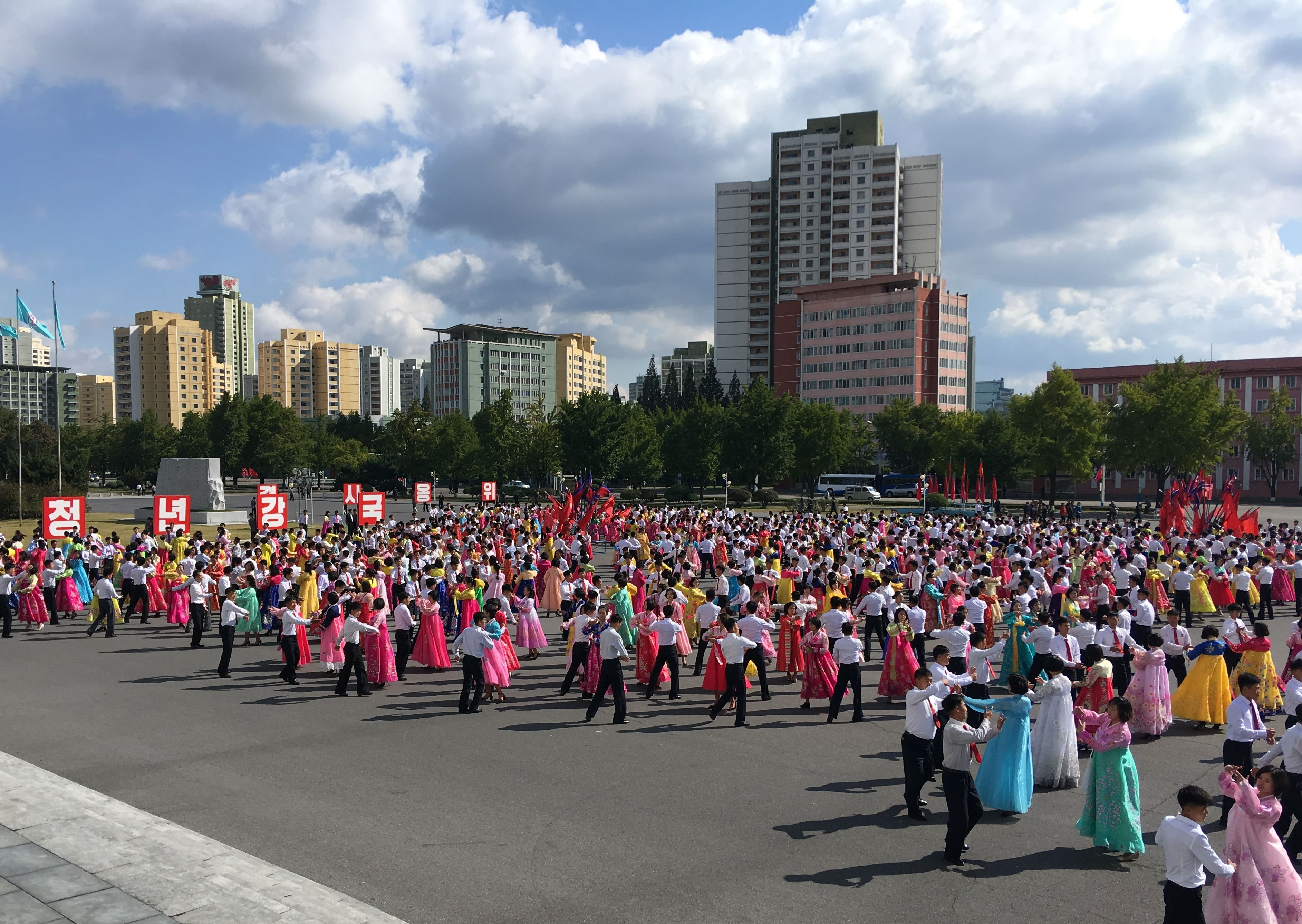
Danse de masse à l'occasion du Jour de la fondation du Parti en 2018.

Les célébrations comprennent des spectacles de chants et de danses, des galas en soirée, des discours, des conférences sur l'histoire de la révolution et des réunions oratoires,. Des hommages floraux sont déposés devant les statues de Kim Il-sung. Des rations alimentaires spéciales sont distribuées, ce qui comprend généralement des denrées alimentaires qui sont normalement en quantité limitée, comme l'huile et les collations. La viande est disponible par le biais du système de distribution publique.
L'électricité est fournie le jour de la fondation du parti, malgré les pénuries. Les cérémonies sont retransmises en direct à la télévision. La fête est célébrée dans tout le pays, bien que les principales célébrations aient lieu dans la capitale, Pyongyang. La ville accueille généralement des défilés et un défilé militaire pendant la journée. La participation aux festivités dans la capitale se compte en millions.
Les célébrations ont inclus des visites cérémonielles occasionnelles des dirigeants nord-coréens au Palais du Soleil Kumsusan. L'échec de Kim Jong-un à se présenter en 2014 a intensifié les spéculations sur sa longue absence. La tradition n'a pas été très forte, car par rapport à Kim Jong-un, son père Kim Jong-il n'a observé la même tradition qu'à deux reprises,.
La Corée du Nord a prévu de faire coïncider l'achèvement de grands projets de construction avec des anniversaires importants comme la Journée de la fondation du Parti. Le 50e anniversaire du Parti en 1995, par exemple, a été marqué par l'inauguration du Monument à la fondation du Parti. Le 70e anniversaire en 2015 devait être célébré par l'achèvement d'une base d'élevage et d'une centrale électrique : le plateau de Sepho et la centrale électrique de la rivière Chongchon. Cette dernière était terminée le mois suivant.
Les banques, les bureaux, les commerces de détail et les institutions gouvernementales ferment pour la journée. Les mariages sont souvent organisés le jour même.